# Signal d'Écouves
Le signal d'Écouves, d'une altitude de 413 m, est le point culminant de la Normandie et le deuxième plus haut sommet du Massif armoricain après le mont des Avaloirs. Le signal d'Écouves se situe dans le Sud du département de l'Orne, à l'est de la chaîne armoricaine.

## Géographie
Le signal d'Écouves est situé dans la forêt d'Écouves, sur le territoire communal de Fontenai-les-Louvets, dans le département de l'Orne, au nord d'Alençon. Il domine de quelques mètres les hauteurs voisines, façonnées comme lui dans le grès armoricain (gros bancs de quartzite très durs) et il est entièrement recouvert par la forêt. Le panorama se restreint aux collines proches.
Le signal d'Écouves est concurrencé par le mont des Avaloirs, situé à 17 kilomètres au sud-ouest, à la frontière entre la Mayenne et l'Orne. Autrefois, ils étaient tous deux crédités d'une altitude de 417 mètres, mais, depuis les années 1980, les données de l'IGN indiquent une altitude de 413 mètres pour le signal d'Écouves et 416 mètres pour le mont des Avaloirs. Le signal d'Écouves est situé à l'est du méridien de Greenwich, tandis que le mont des Avaloirs est situé à l'ouest.
Le climat y est particulièrement froid en hiver et les chutes de neige y sont fréquentes de novembre à fin avril. L'été est plus chaud que sur la côte normande et les orages y sont plus fréquents.
Il est possible d'y observer des cerfs élaphes.